# Convento de Santo Domingo el Real (Segovia)
El convento de Santo Domingo el Real es un monasterio de clausura situado en la ciudad española de Segovia. En el monasterio se enclava la torre de Hércules, bien de interés cultural desde el 3 de junio de 1931.

## Historia
Era una de las casas destinada a la defensa de Segovia por su parte norte, con su fortaleza, espesas paredes y torreón. Este torreón es la denominada torre de Hércules (por ser considerado Hércules como el fundador legendario de la ciudad), situándose popularmente su construcción en la época romana, si bien es una edificación del siglo XI-XII. 
Perteneció a Juan Arias de la Hoz hasta que en 1515 se dedicó al convento. La iglesia, que enfrenta con la iglesia de la Trinidad, es de una sola nave y construida el siglo XVI por fundación de los hermanos Aguilar, (Pedro, Juliana y Hernando, que murieron en 1622, 1629 y 1650, según consta en los sepulcros que hay en la iglesia). 
En el interior del convento y empotrados en la pared de una escalera, hay una cabeza, al parecer, de jabalí y encima un angelote separado, pero muy inmediato al animal, en el que parece apoya el pie, ambas figuras de piedra, y el ángel juntas las manos y como en actitud de descargar una maza en el animal que está a sus pies. Este es el supuesto Hércules que decían fundador de Segovia. Consideran esta figura como el Hércules fundador y así lo dicen Colmenares, Somorrostro, Baeza, Cuadrado; pero estudios posteriores muestran que las imágenes son esculturas de tantos animales de piedra de la época romana que había en las calles segovianas y la figura del hombre es un sencillo angelote de piedra, bastante posterior al animal.